# Mirzaagha Aliyev
Pour les articles homonymes, voir Aliyev.
Mirzaagha Aliyev (en azéri : Mirzəağa Əli oğlu Əliyev ; né en 1883 dans le district d'Hövsan et mort le 25 octobre 1954 à Bakou) est un acteur et organisateur de théâtre et de cinéma soviétique azerbaïdjanais.

## Biographie
En 1893-1896, Mirzaagha Aliyev étudie à l'école religieuse (molla-khana) en persan et arabe. En 1897-1899 il poursuit ses études à l'école russo-tatare à Bakou. En juin 1901, il commence à travailler à la fabrique textile à Bakou.

## Parcours professionnel
Pour la première fois Mirzaagha Aliyev apparaît sur scène en 1901 dans le rôle de Shakhmar-bek dans la tragédie de N. Vezirov Le Malheur de Fakhreddin.
En 1901-1906, il adhère à la troupe du Théâtre d’amateurs de Bakou ; en 1906-1908, il est organisateur et acteur de la troupe Hamiyyet. En 1908-1912, il travaille comme acteur de la troupe à la Nijat Educational Society (Bakou). En 1912 il fait également partie du collectif théâtral des frères Hajibeyov. La même année il est exilé à Hajitarkhan pour des idées contre le tsarisme, prononcées depuis la scène. En 1913-1918, il travaille dans les théâtres de Nukha, Elisavetpol, Tiflis, Erevan, Batoumi, Derbent, Nakhitchevan. Il visite les villes de la région de la Volga, l'Iran, la Turquie avec les troupes de comédiens tels que Huseyn Arablinsky, Mustafa Mardanov, Sidgi Ruhulla. À partir de 1919, il fait partie de la troupe du Théâtre national dramatique. Dans le même temps, en 1921-1922, il collabore avec le Théâtre turc de propagande et de critique libre de Bakou (aujourd'hui Théâtre dramatique russe d’État d'Azerbaïdjan Samed Vurgun). Mirzaagha Aliyev est le seul acteur azerbaïdjanais à avoir obtenu le Prix Staline pour un rôle seulement. C'est le personnage de Machadi Goulamhuseyn dans la pièce de Mirza Ibrahimov Mahabbat (Amour), joué en 1942. En 1948 l'acteur reçoit ce prix pour la deuxième fois pour le rôle de Nadjaf bey dans le spectacle d'Anvar Mammadkhanli Le Matin de l'Orient. Il est honoré du titre d'Artiste du peuple de l'URSS.

## Titres et récompenses
- Artiste du peuple de la RSS d'Azerbaïdjan (1933)
- Artiste du peuple de l'URSS (1948)
- Prix Staline du 2nd degré (1943)
- Prix Staline du 2nd degré (1948)
- Deux Ordres de la bannière rouge du travail (1946, 1949)
- Médaille pour la défense du Caucase (1944)
- Médaille « Pour le travail vaillant dans la Grande Guerre patriotique 1941-1945 » (1946).